# Tylovice
Tylovice jsou vesnice, součást města Rožnova pod Radhoštěm v okrese Vsetín, dříve samostatná obec. Nachází se jihovýchodně od Rožnova pod Radhoštěm, na který těsně navazují. Západně sousedí s části města Rožnov pod Radhoštěm zvanou Kramolišov, západně s částí zvanou Hážovice. 
Tylovice jsou v současné době název katastrálního území o výměře 573,17 hektarů. Základní sídelní jednotky katastrálního území mají charakter urbanistických obvodů s odloučenými obytnými plochami. V Tylovicích se nachází základní i mateřská škola.  

## Historie
První zmínka o obci pochází z roku 1502, kdy byly Tylovice zmiňovány jako osada. V roce 1960 byla obec Tylovice sloučena s obcí Hážovice a vznikla nová obec Rysová. O dvacet let později, v roce 1980, byla Rysová přičleněna k Rožnovu pod Radhoštěm.